# 행정의 자기구속의 법리
행정의 자기구속의 법리 혹은 행정의 자기구속의 원칙(自己拘束의 原則)이란 행정법상 원칙으로 재량행위에 있어서 그 재량의 행사에 관한 일정한 관행이 형성되어 있는 경우 행정청은 동일한 사안에 대하여 이전에 제3자에게 한 처분과 동일한 처분을 상대방에게 하도록 스스로 구속당하는 원칙으로 뜻한다. 이 원칙은 주로 재량행위에서 재량통제법리와 관련되는 것으로 기속행위에서는 원칙적으로 문제되지 않는다.

## 법적 인정 근거
신뢰보호원칙 내지 신의성실의 원칙에서 구하는 견해도 있으나, 평등원칙에서 구하는 견해가 통설적 입장이다.  대한민국의 대법원과 헌법재판소는 평등원칙 또는 신뢰보호원칙을 근거로 자기구속의 법리를 명시적으로 인정하고 있다.

## 기능
자기구속의 법리는 행정청의 자의 방지로 행정통제효과나 국민권리보호 효과가 있으나 한편 행정의 경직성 초래와 사실상 구속력으로 권력분립의 원리 훼손이라는 단점을 가지고 있다.

## 요건
1. 재량행위의 영역
2. 동종의 사안
3. 선례가 존재

## 판례
대법원은 이 원칙을 명시적으로 원용하고 있지는 않지만 재량의 일탈, 남용을 심사하는 일응의 기준으로 삼고 있으며, 헌법재판소는 "행정관행이 이룩되게 되면, 평등의 원칙이나 신뢰보호의 원칙에 따라 행정기관은 그 상대방에 대한 관계에서 그 규칙에 따라야 할 자기구속을 당하게 되고, 그러한 경우에는 대외적인 구속력을 가지게 된다 할 것이다"고 판시하였다.

## 한계
1. 불법의 평등은 주장불가: 위법의 평등적용을 인정하게 되면 상대방의 위법행위요구에 국가가 이를 승인하는 것이 되고, 국가 스스로 법치주의를 부정하는 것이 되므로 통설과 판례[3]는 이를 부정하고 있다.
2. 동일한 행정청에 적용
3. 사정변경이 없는 경우에 적용

## 위반의 효과
위법한 행위로서 행정쟁송상 다툴 공권 인정되고 항고소송과 국가배상책임의 대상이 된다.

## 비교개념
계약이나 확약은 개별적, 구체적 구속이나 행정의 자기구속은 일반적이고 추상적인 구속이다.

## 참고 문헌
- 김철용, 행정법, 고시계사, 2012. ISBN 9788958223832
- 김철용, 행정법입문, 고시계사, 2010. ISBN 9788958223061

## 같이 보기
- 행정의 자기구속의 원칙
- 비례원칙
- 신뢰보호의 원칙
- 부당결부금지의 원칙